# سیستم فاضلاب لندن

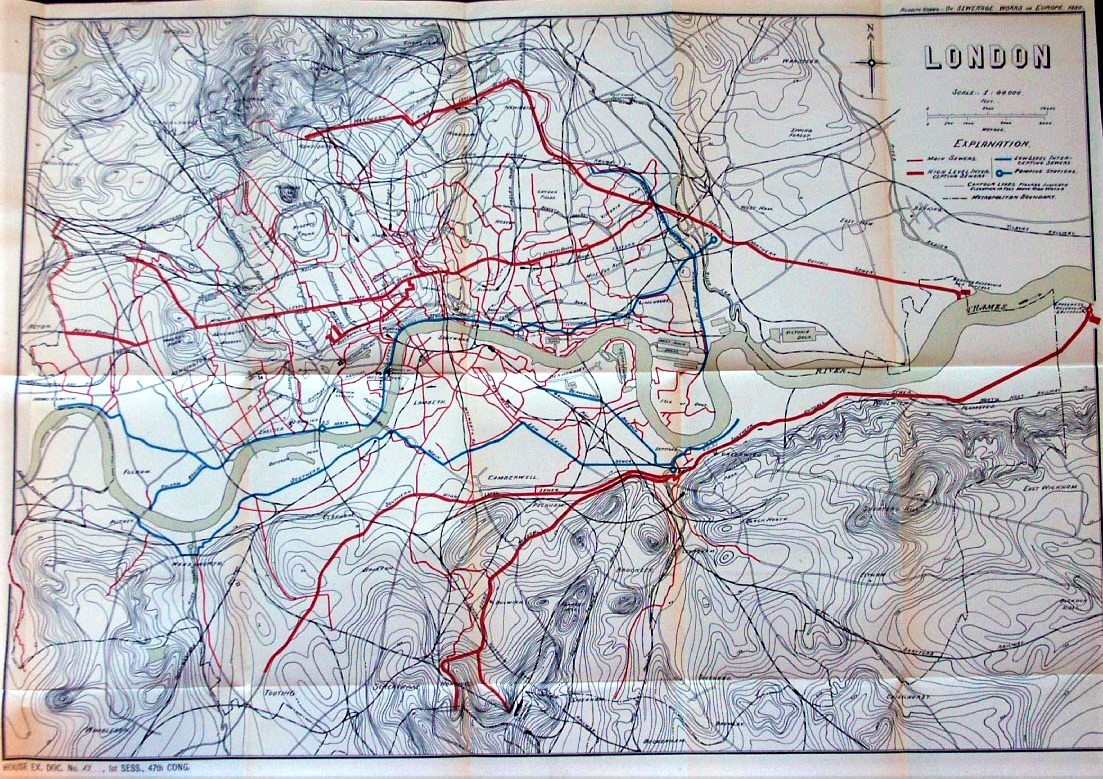
نقشه سیستم فاضلاب لندن در سال ۱۸۸۲

سیستم فاضلاب لندن بخشی از زیرساخت آب‌رسانی به لندن، انگلستان است. سیستم مدرن در اواخر قرن نوزدهم توسعه یافت و با رشد لندن، این سیستم گسترش یافت. در حال حاضر متعلق به و تحت مدیریت تیمز واتر است و تقریباً به تمام لندن بزرگ خدمات ارائه می‌دهد.

## تاریخچه
در اوایل قرن نوزدهم، رودخانه تیمز یک فاضلاب روباز بود که عواقب فاجعه‌باری برای سلامت عمومی در لندن، از جمله همه‌گیری‌های وبا، به همراه داشت. این موارد توسط سویه‌های تولیدکننده انتروتوکسین از باکتری ویبریو کلرا ایجاد شدند. اگرچه آلودگی آب آشامیدنی به درستی توسط جان اسنو (پزشک) در سال ۱۸۴۹ به عنوان روش ارتباطی تشخیص داده شد، اما تا شیوع بیماری در سال ۱۸۶۶ اعتقاد بر این بود که نظریه میاسما یا هوای بد مسئول این امر است. پیشنهادهایی برای نوسازی سیستم فاضلاب در اوایل دهه ۱۷۰۰ ارائه شده بود، اما هزینه‌های چنین پروژه‌ای مانع پیشرفت می‌شد. پیشنهادهای بعدی در سال ۱۸۵۶ ارائه شد، اما به دلیل هزینه‌ها دوباره نادیده گرفته شدند. با این حال، پس از گند بزرگ‌سال ۱۸۵۸، پارلمان به فوریت این مشکل پی برد و تصمیم به ایجاد یک سیستم فاضلاب مدرن گرفت. 

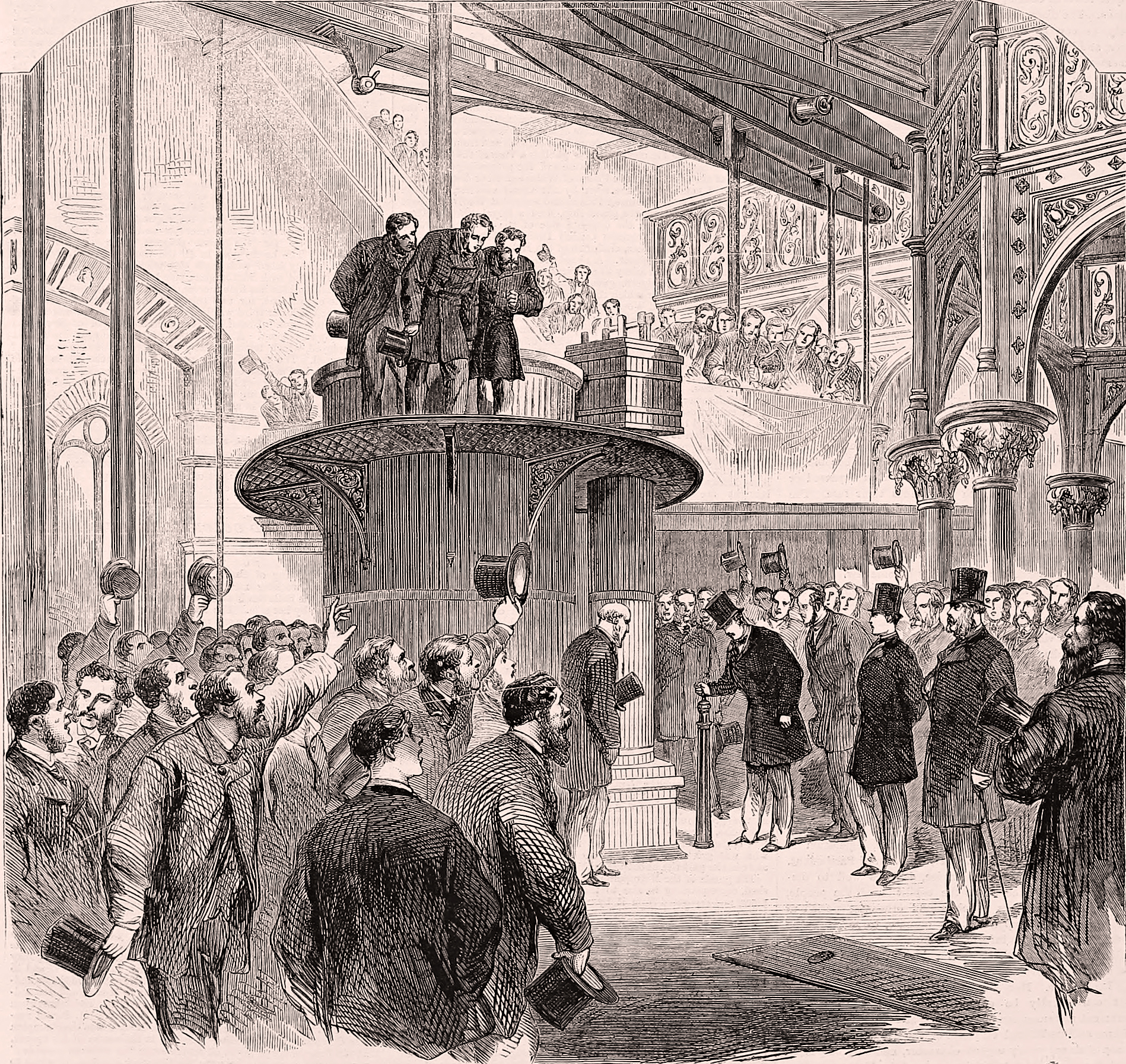
ادوارد، شاهزاده ولز در ۱۵ آوریل ۱۸۶۵ در حال افتتاح ایستگاه پمپاژ کراسنس بازالگت

مسئولیت این کار به جوزف بازالگت، مهندس عمران و مهندس ارشد هیئت مدیره متروپولیتن، واگذار شد. بی‌بی‌سی اظهار می‌کند: «بازالگت برای تحقق رؤیای زیرزمینی خود، خود را به هر کاری که می‌توانست، واداشت.» او و همکارانش، از جمله ویلیام هیوود، یک سیستم فاضلاب زیرزمینی گسترده طراحی کردند که زباله‌ها را به مصب رودخانه تیمز، در پایین‌دست مرکز اصلی جمعیت، هدایت می‌کرد. شش فاضلاب رهگیر اصلی، در مجموع تقریباً ۱۰۰ مایل (۱۶۰ کیلومتر) ساخته شدند که برخی از آنها بخش‌هایی از رودخانه‌های «گمشده» لندن را در بر می‌گرفتند. سه تا از این فاضلاب‌ها در شمال رودخانه قرار داشتند که جنوبی‌ترین و کم‌ارتفاع‌ترین آنها در خاکریز تیمز قرار داشت. خاکریز همچنین امکان ساخت جاده‌های جدید، باغ‌های عمومی جدید و خط سیرکل متروی لندن را فراهم کرد. سرانجام ، خاکریز ویکتوریا رسماً در ۱۳ ژوئیه ۱۸۷۰ افتتاح شد.
فاضلاب‌های جداکننده که بین سال‌های ۱۸۵۹ تا ۱۸۶۵ ساخته شدند، به طول ۴۵۰ مایل (۷۲۰ کیلومتر) تغذیه می‌شدند. از فاضلاب‌های اصلی که به نوبه خود، محتویات حدود ۱۳٬۰۰۰ مایل (۲۱٬۰۰۰ کیلومتر) را منتقل می‌کردند. از فاضلاب‌های محلی کوچک‌تر. ساخت سیستم رهگیر مورد نیاز ۳۱۸ میلیون آجر، ۲٫۷×۱۰۶ متر مکعب (۹٫۵×۱۰۷ فوت مکعب) متر خاکبرداری و ۶۷۰٬۰۰۰ متر مکعب (۲۴٬۰۰۰٬۰۰۰ فوت مکعب) بتن. استفاده نوآورانه از سیمان پرتلند، تونل‌ها را که در وضعیت خوبی بودند، تقویت کرد ۱۵۰ سال‌ها بعد.
نیروی جاذبه اجازه می‌دهد فاضلاب به سمت شرق جریان یابد، اما در مکان‌هایی مانند چلسی، دپتفورد و ابی میلز، ایستگاه‌های پمپاژ برای بالا بردن آب و تأمین جریان کافی ساخته شده‌اند. بسیاری از فاضلاب‌های شمال تیمز به فاضلاب خروجی شمالی می‌ریزند که فاضلاب را به تصفیه‌خانه فاضلاب بکتون منتقل می‌کند. در جنوب رودخانه، فاضلاب خروجی جنوبی به تأسیسات مشابهی در کراسنس (Crossness) امتداد می‌یابد. تصفیه‌خانه‌های فاضلاب کوچک‌تر، مناطقی دورتر از مرکز لندن، مانند موگدن و ادمونتون را نیز پوشش می‌دهند.
در اواخر قرن نوزدهم، ویلیام دیبدین، شیمیدان ارشد MBW، تصفیه بیولوژیکی فاضلاب را برای اکسید کردن زباله‌ها ابداع کرد. در طول قرن بیستم، پیشرفت‌های عمده‌ای در سیستم فاضلاب و تصفیه فاضلاب صورت گرفت تا آلودگی مصب رودخانه تیمز و دریای شمال به میزان قابل توجهی کاهش یابد. فاضلاب‌هایی که از غرب به شرق در سال‌های ۱۹۵۰ تا ۱۹۵۳ به رودخانه جزر و مدی تیمز تخلیه می‌شدند.

## نیازهای توسعه مدرن

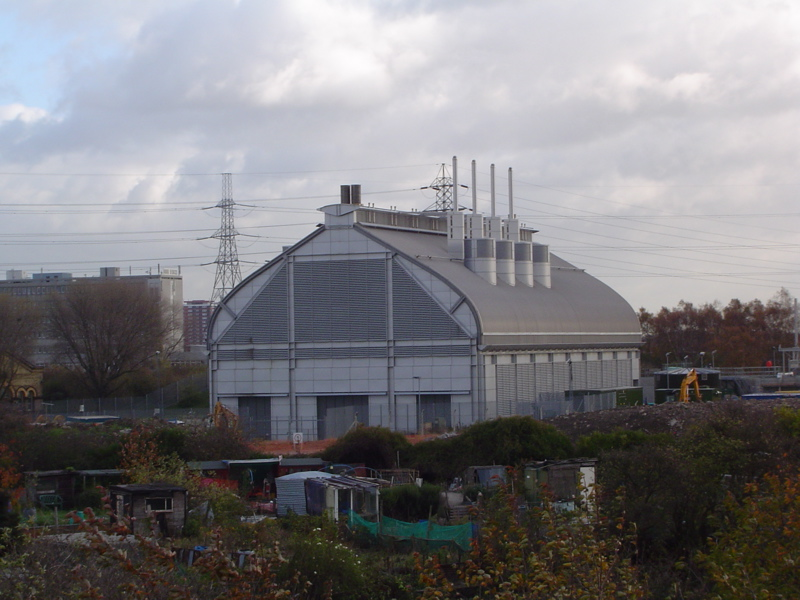
ایستگاه پمپاژ جدید ابی میلز

سیستم اولیه برای مقابله با … طراحی شده بود.۶٫۵ میلیمتر (۱⁄۴ اینچ) در هر ساعت بارندگی در حوزه آبریز، و جمعیت کمتری نسبت به جمعیت امروزی را پشتیبانی می‌کرد. رشد لندن بر ظرفیت سیستم فاضلاب فشار وارد کرده است. برای مثال، در طول طوفان‌ها، میزان بالای بارندگی (بیش از ۶ میلی‌متر در ساعت) در مدت زمان کوتاهی می‌تواند سیستم را تحت الشعاع قرار دهد. فاضلاب‌ها و تصفیه‌خانه‌ها قادر به مدیریت حجم زیاد آب باران ورودی به سیستم نیستند. آب باران در فاضلاب‌های ترکیبی با فاضلاب مخلوط می‌شود و آب اضافی مخلوط به رودخانه تیمز تخلیه می‌شود. اگر این اتفاق به سرعت کافی رخ ندهد، سیل موضعی رخ می‌دهد (اضافه بها). چنین سرریز فاضلاب بهداشتی می‌تواند به معنای پر شدن خیابان‌ها از مخلوطی از آب و فاضلاب باشد که باعث ایجاد خطر برای سلامتی می‌شود.
در اواخر دهه ۱۹۸۰ و اوایل دهه ۱۹۹۰، شرکت توسعه داکلندز لندن در بازسازی مناطق جزیره داگز و رویال داکس در شرق لندن، در زیرساخت‌های زهکشی جدید و بزرگی سرمایه‌گذاری کرد تا فاضلاب و رواناب آب‌های سطحی ناشی از توسعه‌های پیشنهادی را در آینده مدیریت کند. مهندس مشاور ، سر ویلیام هالکرو و شرکا، سیستمی از تونل‌های با قطر بزرگ را طراحی کرد که توسط ایستگاه‌های پمپاژ جدید تغذیه می‌شدند. در اسکله سلطنتی، تقریباً ۱۶ مایل (۲۶ کیلومتر) زهکش‌های فاضلاب و آب‌های سطحی ساخته شد، به علاوه ایستگاه‌های پمپاژ در تایدال بیسین (طراحی شده توسط ریچارد راجرز پارتنرشیپ) و نورث وولیچ (معمار: نیکلاس گریمشاو). شبکه زهکشی جزیره سگ‌ها توسط یک ایستگاه پمپاژ آب‌های سطحی واقع در خیابان استوارت، که توسط جان اوترام اسوشیتس طراحی شده است، سرویس‌دهی می‌شود.

### تونل جزر و مدی تیمز

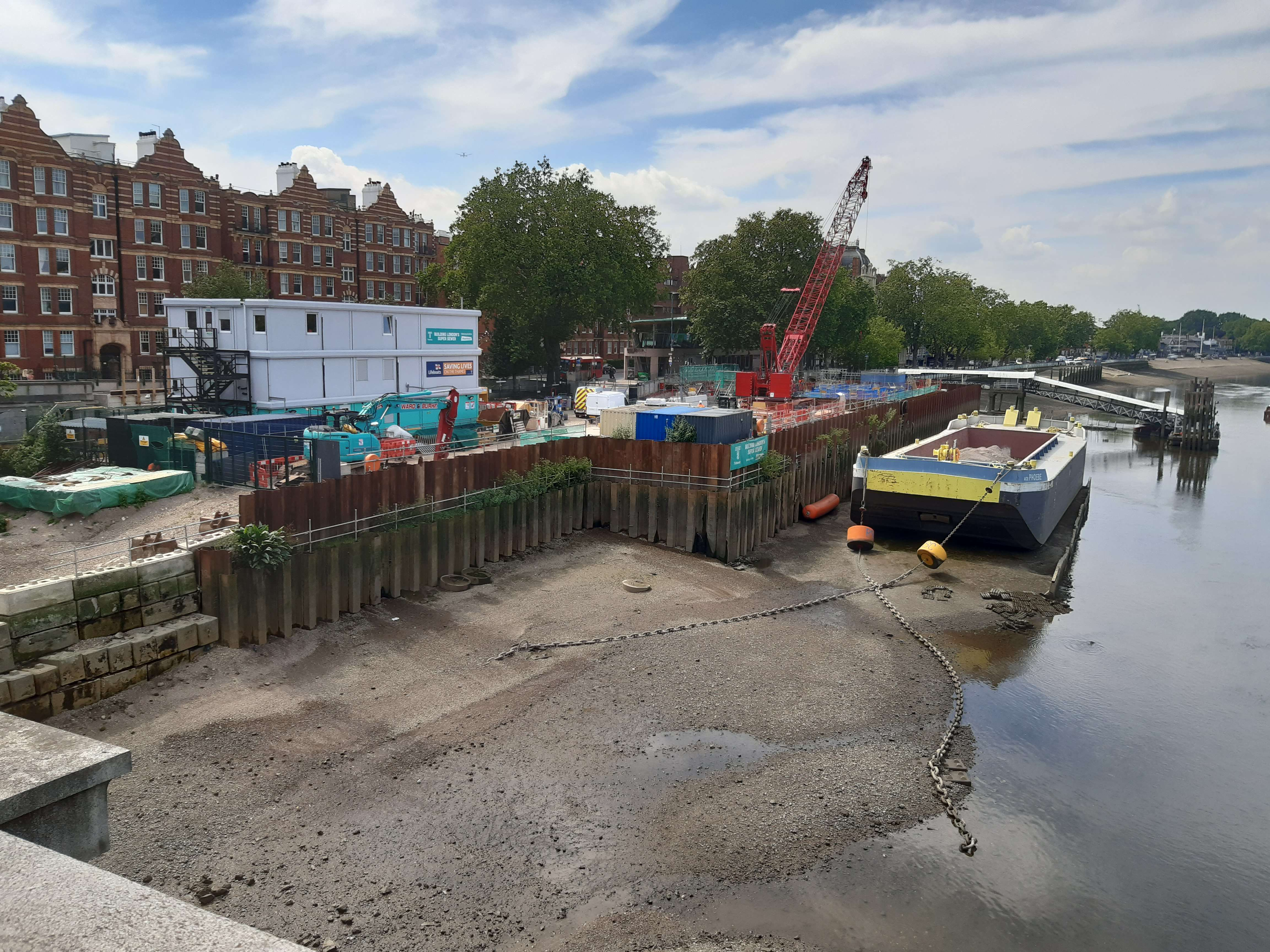
محل ساخت و ساز طرح رودخانه تیمز، پاتنی، ۲۰۲۱

نیاز به مدیریت حجم فزاینده فاضلاب، که از طریق سرریزهای فاضلاب مستقیماً به رودخانه تیمز ریخته می‌شود و در هنگام طوفان‌ها تصفیه نمی‌شود، منجر به انجام مطالعاتی در سال ۲۰۰۱ شد. پس از چند سال بررسی، تونل رودخانه تیمز در سال ۲۰۱۴ تصویب شد. این شامل یک تونل ذخیره‌سازی و انتقال با قطر زیاد (۷٫۲ متر) است، ۲۵ کیلومتر طول دارد و در زیر بستر رودخانه تیمز قرار دارد. این تونل بین اکتون در غرب و تونل لی در شرق امتداد دارد که دومی مستقیماً به کارخانه تصفیه فاضلاب بکتون متصل می‌شود. هزینه این ابرپروژه ۵ میلیارد پوند بود و در فوریه ۲۰۲۵ تکمیل شد.

## ارجاعات ادبی یا رسانه‌ای
- این سیستم در رمان «هیچ‌کجا» نوشته نیل گیمن، نویسنده انگلیسی، که در سال ۱۹۹۶ منتشر شد، نقشی ایفا می‌کند.
- این سیستم در رمان «گمشده» (معروف به مرد غرق‌شده) نوشتهٔ نویسندهٔ استرالیایی مایکل روبوتهام که در سال ۲۰۰۵ منتشر شد، نقشی ایفا می‌کند.
- این بنا به عنوان یکی از عجایب هفتگانه دنیای صنعتی در سریال تلویزیونی بی‌بی‌سی با همین نام معرفی شد.
- رمان‌های النور آپدیل با عنوان «مونت‌مورنسی : دزد دروغگو، جنتلمن؟» در پس‌زمینهٔ ساخت سیستم فاضلاب لندن اتفاق می‌افتند.
- ساخت سیستم فاضلاب لندن، محور اصلی طرح رمان «آدمکش تاریک» نوشته آن پری در سال ۲۰۰۶ است که در آن به بوی گند بزرگ نیز اشاره شده است.
- شخصیت اصلی فیلم «داگر» اثر تری پرچت، که بر اساس شخصیت «داگر هنرمند» از رمان «الیور تویست» ساخته شده است، بیشتر وقت خود را در فاضلاب‌های لندن در کنار چهره‌های تاریخی برجسته‌ای از جمله بازالگت می‌گذراند.
- یک مستند بی‌بی‌سی با عنوان «فاضلاب عظیم پنج میلیارد پوندی» بر طرح جزر و مد رودخانه تیمز تمرکز دارد.
- رمان «کوئینکانکس» اثر چارلز پالیسر، فاضلاب‌های قدیمی لندنِ پیش از بازالگت در اوایل قرن نوزدهم را در یک زیرداستان گسترده به تصویر می‌کشد.
- این سیستم فاضلاب به عنوان مخفیگاه پروفسور راتیگان در فیلم «کارآگاه موش بزرگ» محصول دیزنی در سال ۱۹۸۶ مورد استفاده قرار گرفت.